# Suore oblate del Divino Amore
Le Suore Oblate del Divino Amore (sigla R.O.D.A.) sono un istituto religioso femminile di diritto pontificio.

## Storia
La congregazione fu fondata presso l'istituto "Badiella" di Monreale da Diomira Crispi con l'incoraggiamento di Antonio Augusto Intreccialagli, arcivescovo del luogo: il 17 gennaio 1923 Crispi e le sue prime compagne furono rivestite dell'abito religioso, dando inizio all'istituto.
La congregazione si diffuse rapidamente in Sicilia e poi a Roma; a partire dal 1930, conobbe una notevole espansione nei paesi latinoamericani.
L'istituto ricevette il pontificio decreto di lode nel dicembre 1964.

## Attività e diffusione
Le suore si dedicano all'educazione della gioventù e a ogni altro tipo di apostolato richiesto dalle necessità locali.
Oltre che in Italia, sono presenti in Colombia, Costa Rica, Guatemala, El Salvador, Honduras, Messico, Nicaragua, Panama, Stati Uniti, Venezuela; la sede generalizia è a Roma.
Alla fine del 2015 l'istituto contava 208 religiose in 39 case.